# Il principe Ivandoe
Il principe Ivandoe (The Heroic Quest of the Valiant Prince Ivandoe) è una serie televisiva animata danese-britannica creata da Eva Lee Wallberg e Christian Bøving-Andersen, animatori della serie Lo straordinario mondo di Gumball. La serie, seconda produzione dello studio Cartoon Network Studios Europe, è una parodia del romanzo storico Ivanhoe di Walter Scott. La serie inizia con un totale di 10 cortometraggi pubblicati dal 20 novembre al 24 novembre 2017, in Italia dal 22 gennaio al febbraio 2018. In seguito, il 15 giugno 2020 è stata confermata una seconda stagione, che è in onda su Cartoon Network dall'11 novembre 2023, e, in Italia, è già in onda dal 5 dicembre 2022.

## Trama
Lo show segue il viaggio di Ivandoe, giovane cervo principe della foresta, molto sicuro di sé e convinto di essere il più coraggioso e nobile guerriero mai esistito. In realtà è un paffuto e maldestro giovane con un debole per le rape. Per addestrarlo e prepararlo al ruolo di re, i suoi genitori lo mandano alla ricerca della Piuma d’Oro della temibile Aquila Regina. Il principe potrà regnare solo se sarà in grado di affrontare quest’epica avventura, oltrepassando il regno della montagna dell'Aquila per recuperare la penna d’Oro. Ad accompagnare il giovane cervo vi è Bertie, un uccellino azzurro e suo fedele scudiero, che riesce sempre a salvare Ivandoe tutte le volte che finisce nei guai nel corso del viaggio, nel quale i due incontreranno tanti bizzarri personaggi.

## Personaggi
- Ivandoe: il protagonista, un principe cervo ingenuo, sognatore, rotondetto e infantile (per via della sua dipendenza dalle rape). Di testa sua, ha deciso di intraprendere l'impresa eroica di cercare la piuma d'oro. È innamorato di Jezabel, nemesi del principe Svan e migliore amico di Bert. Viene spesso scambiato per una "mucchetta". Doppiato da Rasmus Hardiker (corti e serie, ed. inglese) e Stefano Broccoletti (corti), Leonardo Graziano (serie) (ed. italiana).
- Bert: un uccellino azzurro, che è lo scudiero e migliore amico di Ivandoe. È molto protettivo nei confronti del principe, nonché suo padrone, ed è anche molto sensibile ed intelligente. Doppiato da Rasmus Hardiker (corti), Freddie Fox (serie) (ed. inglese), Emanuela Ionica (corti), Francesco Cavuoto (serie) (ed. italiana).
- Jezabel: un cinghiale, Principessa dei Ladri. È scaltra e abile nel suo mestiere, oltre ad essere l'interesse amoroso di Ivandoe, a quanto pare non ricambiato. La sua migliore amica è Poe (successivamente sostituita con Maggie), un corvo. Lei e Poe sono gli opposti di Ivandoe e Bert.
- Poe: un corvo, migliore amica di Jezabel. Ha debuttato con un lupo gigante, per poi scoprirsi essere sotto un incantesimo. Il suo nome e la sua razza, sono un riferimento alla poesia di Edgar Allan Poe Il corvo. Lei e Jezabel sono gli opposti di Ivandoe e Bert. È stata sostituita nella serie da Maggie.
- Il Principe Svan di Cignolandia: nemesi di Ivandoe. È caratterialmente simile a Ivandoe, ma molto più perfido e vanitoso (un vizio di famiglia). Ha un leccapiedi, Toby.
- Toby: un timoroso criceto, il leccapiedi del Principe Svan.

## Episodi

### Stagione 1
| Episodio | Titolo originale                   | Titolo italiano       | Prima TV originale |
| -------- | ---------------------------------- | --------------------- | ------------------ |
| 1        | The Prince and the Sassy Gnomes    | Vietato passare       | 20 novembre 2017   |
| 2        | The Prince and the Hissy Swan      | La sfida              | 20 novembre 2017   |
| 3        | The Prince and the Kissy Frog      | L'incantesimo         | 21 novembre 2017   |
| 4        | The Prince and The Thieftress      | Il principe azzurro   | 21 novembre 2017   |
| 5        | The Prince and the Pretty Poodle   | Il barboncino rosa    | 22 novembre 2017   |
| 6        | The Prince and the Raspberry Fairy | La bambina-troll      | 22 novembre 2017   |
| 7        | The Prince and the Plucky Duck     | Un vero scudiero      | 23 novembre 2017   |
| 8        | The Prince and the Talking Tree    | L'albero parlante     | 23 novembre 2017   |
| 9        | The Prince and the Moany Mountain  | La montagna magica    | 24 novembre 2017   |
| 10       | The Prince and the Prom-Date       | Il ballo di fine anno | 24 novembre 2017   |

### Stagione 2
| n° | Titolo originale                         | Titolo italiano                               | Prima TV originale | Prima TV Italia   |
| -- | ---------------------------------------- | --------------------------------------------- | ------------------ | ----------------- |
| 1  | The Prince and the Valiant Quest         | Il principe e l'impresa eroica                |                    | 5 dicembre 2022   |
| 2  | The Prince and The Chicken Of Doom       | Il principe e il pollo della sventura         |                    | 5 dicembre 2022   |
| 3  | The Prince and The Sing Songy Stag       | Il principe e il cervo canterino              |                    | 6 dicembre 2022   |
| 4  | The Prince and the Tears of Triumph      | Il principe e le lacrime del trionfo          |                    | 6 dicembre 2022   |
| 5  | The Prince and the Turnip Tricksters     | Il principe e le rape scomparse               |                    | 7 dicembre 2022   |
| 6  | The Prince and the Swoony Swanstress     | Il principe e la damigella in pericolo        |                    | 7 dicembre 2022   |
| 7  | The Prince and the Feather Fluffer-Upper | Il principe e il tridente delle maree parte 1 |                    | 12 dicembre 2022  |
| 8  | The Prince and the Feather Fluffer-Upper | Il principe e il tridente delle maree parte 2 |                    | 12 dicembre 2022  |
| 9  | The Prince and the Feast of Fopdoodles   | Il principe e la festa dei fessacchiotti      |                    | 13 dicembre 2022  |
| 10 | The Prince and the Boasty Boar           | Il principe e cinghiale vanitoso              |                    | 13 dicembre 2022  |
| 11 | The Prince and the Blobby Princess       | Il principe e l'allergia                      |                    | 14 dicembre 2022  |
| 12 | The Prince and the Wise Wizard of Wisdom | Il principe e il saggio mago della saggezza   |                    | 14 dicembre 2022  |
| 13 | The Prince and the Squeak of Obedience   | Il principe e lo squittio dell'obbedienza     |                    | 15 dicembre 2022  |
| 14 | The Prince and the Princenappers         | Il principe e il riscatto                     |                    | 15 dicembre 2022  |
| 15 | The Prince and the Playdate              | Il principe e il giullare parte 1             |                    | 16 dicembre 2022  |
| 16 | The Prince and the Playdate              | Il principe e il giullare parte 2             |                    | 16 dicembre 2022  |
| 17 | The Prince and the Legendary Rabbit Hood | Il principe e la leprotta                     |                    | 18 settembre 2023 |
| 18 | The Prince and the Yucky Duckling        | Il principe e il brutto anatroccolo           |                    | 19 settembre 2023 |
| 19 | The Prince and the Unruly Royal          | Il principe e i capricci contagiosi           |                    | 20 settembre 2023 |
| 20 | The Prince and the Show-Off Stallion     | Il principe e l'eroico stallone               |                    | 21 settembre 2023 |
| 21 | The Prince and the Dark Lord Of Moletown | Il principe e l'Oscuro Signore di Talpinia    |                    | 22 settembre 2023 |
| 22 | The Prince and the Squire-Off            | Il principe e il perfetto scudiero            |                    | 25 settembre 2023 |
| 23 | The Prince and the Kissy Curse           | Il Principe e il ranocchio                    |                    | 26 settembre 2023 |
| 24 | The Prince and the Nutty Wedding         | Il principe e la sfida reale                  |                    | 27 settembre 2023 |
| 25 | The Prince and The Golden Father         | Il principe e il desiderio                    |                    | 2 ottobre 2023    |
| 26 | The Prince and The Birthday Bluesies     | Il principe e la tristezza da compleanno      |                    | 3 ottobre 2023    |
| 27 | The Prince and The Chosen One            | Il principe e il prescelto                    |                    | 4 ottobre 2023    |
| 28 | The Prince and The Tickly torment        | Il principe e la società segreta              |                    | 5 ottobre 2023    |
| 29 | The Prince and The Ducky Day             | Il principe e il giorno dell'anatrella        |                    | 6 ottobre 2023    |
| 30 | The Prince and The All alone gnome       | Il principe e lo gnomo sperduto               |                    | 9 ottobre 2023    |
| 31 | The Prince and The Dreamy ogre part 1    | Il principe e l'orco sognatore - parte 1      |                    | 10 ottobre 2023   |
| 32 | The Prince and The Dreamy ogre part 2    | Il principe e l'orco sognatore - parte 2      |                    | 11 ottobre 2023   |
| 33 | The Prince and The Sassy Skaters         | Il principe e la pattino-danza                |                    | 8 gennaio 2024    |
| 34 | The Prince and The Fraudy Lord           | Il principe e il lord imbroglione             |                    | 9 gennaio 2024    |
| 35 | The Prince and The Lonely Trollstress    | Il principe e la troll solitaria              |                    | 25 dicembre 2022  |
| 36 | The Prince and The Heroic Hooded Hermit  | Il principe e la palude                       |                    | 10 gennaio 2024   |
| 37 | The Prince and The Foggy Bog Lady        | Il principe e la signora della palude         |                    | 11 gennaio 2024   |
| 38 | The Prince and The Three Headed Knight   | Il principe e il cavaliere a tre teste        |                    | 12 gennaio 2024   |
| 39 | The Prince and The Doomy Loom Of Destiny | Il principe e le Arpie                        |                    | 15 gennaio 2024   |
| 40 | The Prince and The Scrawny Squire        | Il principe e la valanga                      |                    | 16 gennaio 2024   |